# تركيا في دورة الألعاب الأولمبية الشتوية 2018
 شاركت تركيا في الألعاب الأولمبية الشتوية 2018 التي نُظمت في مدينة بيونغتشانغ في كوريا الجنوبية وذلك بانضمام ثمانية رياضيين.

## المشاركون
| الرياضة                 | رجل | امرأة | مجموع |
| ----------------------- | --- | ----- | ----- |
| التزلج على جبال الألب   | 1   | 1     | 2     |
| القفز التزلجي           | 1   | 0     | 1     |
| التزلج عبر البلاد       | 2   | 1     | 3     |
| التزلج الفني على الجليد | 1   | 1     | 2     |
| مجموع                   | 5   | 3     | 8     |

## التزلج على جبال الألب
| رياضي             | فئة                       | القدم الأولى  | القدم الأولى  | القدم الثانية | القدم الثانية | مجموع         | مجموع         |
| رياضي             | فئة                       | درجة          | صف            | درجة          | صف            | درجة          | صف            |
| ----------------- | ------------------------- | ------------- | ------------- | ------------- | ------------- | ------------- | ------------- |
| سردار دنيز        | سباق التعرج الكبير للرجال | 1: 23:45      | 77            | 1: 20.78      | 65            | 2: 44.23      | 67            |
| سردار دنيز        | سباق التعرج الرجالي       | قالب:Kısaltma | قالب:Kısaltma | قالب:Kısaltma | قالب:Kısaltma | قالب:Kısaltma | قالب:Kısaltma |
| Özlem Çarıkçıoğlu | سيدات سباق التعرج كبير    | 1: 27.71      | 64            | 1: 25.29      | 57            | 2: 53.00      | 57            |
| Özlem Çarıkçıoğlu | سباق التعرج النسائي       | قالب:Kısaltma | قالب:Kısaltma | قالب:Kısaltma | قالب:Kısaltma | قالب:Kısaltma | قالب:Kısaltma |

## القفز التزلجي
| رياضي               | فئة                   | مؤهلات  | مؤهلات | مؤهلات | الجولة الأولى                   | الجولة الأولى                   | الجولة الأولى                   | نهائي                           | نهائي                           | نهائي                           | مجموع                           | مجموع                           |
| رياضي               | فئة                   | المسافة | الدرجة | الدور  | المسافة                         | الدرجة                          | الدور                           | المسافة                         | نالدرجة                         | الدور                           | نتيجة                           | صف                              |
| ------------------- | --------------------- | ------- | ------ | ------ | ------------------------------- | ------------------------------- | ------------------------------- | ------------------------------- | ------------------------------- | ------------------------------- | ------------------------------- | ------------------------------- |
| Fatih Arda İpcioğlu | الذروة العادية للرجال | 79.0    | 68.2   | 57     | لم يستطع الذهاب إلى هذه المرحلة | لم يستطع الذهاب إلى هذه المرحلة | لم يستطع الذهاب إلى هذه المرحلة | لم يستطع الذهاب إلى هذه المرحلة | لم يستطع الذهاب إلى هذه المرحلة | لم يستطع الذهاب إلى هذه المرحلة | لم يستطع الذهاب إلى هذه المرحلة | لم يستطع الذهاب إلى هذه المرحلة |
| Fatih Arda İpcioğlu | التل كبير الرجال      | 96.5    | 36.4   | 56     | لم يستطع الذهاب إلى هذه المرحلة | لم يستطع الذهاب إلى هذه المرحلة | لم يستطع الذهاب إلى هذه المرحلة | لم يستطع الذهاب إلى هذه المرحلة | لم يستطع الذهاب إلى هذه المرحلة | لم يستطع الذهاب إلى هذه المرحلة | لم يستطع الذهاب إلى هذه المرحلة | لم يستطع الذهاب إلى هذه المرحلة |

## التزلج عبر البلاد
المسافة
| رياضي         | فئة                                     | نهائي    | نهائي    | نهائي |
| رياضي         | فئة                                     | درجة     | فرق      | دور   |
| ------------- | --------------------------------------- | -------- | -------- | ----- |
| حمزة دورسن    | تزلج حر15 كم للرجال                     | 40: 05.3 | +6: 21.4 | 92    |
| Ömer Ayçiçek  | تزلج حر15 كم للرجالتزلج حر15 كم للرجال  | 40: 28.7 | +6: 44.8 | 93    |
| Ayşenur Duman | تزلج حر15 كم للرجالتزلج حر15 كم للسيدات | 33: 06.4 | +8: 05.9 | 86    |

الشَّدُّ
| رياضي                     | فئة              | مؤهلات  | مؤهلات | ربع نهائي                    | ربع نهائي                    | نصف نهائي                    | نصف نهائي                    | النهائي                      | النهائي                      |
|                           |                  | درجة    | دور    | درجة                         | دور                          | درجة                         | دور                          | درجة                         | دور                          |
| ------------------------- | ---------------- | ------- | ------ | ---------------------------- | ---------------------------- | ---------------------------- | ---------------------------- | ---------------------------- | ---------------------------- |
| Ömer Ayçiçek              | عداء الرجال      | 3:57.91 | 77     | لم يستطع الوصول لهذه المرحلة | لم يستطع الوصول لهذه المرحلة | لم يستطع الوصول لهذه المرحلة | لم يستطع الوصول لهذه المرحلة |                              |                              |
| Hamza Dursun              | عداء الرجال      | 3:36.53 | 71     | لم يستطع الوصول لهذه المرحلة | لم يستطع الوصول لهذه المرحلة | لم يستطع الوصول لهذه المرحلة | لم يستطع الوصول لهذه المرحلة |                              |                              |
| Ömer Ayçiçek Hamza Dursun | فريق عداء الرجال |         |        |                              |                              | 18:45.78                     | 14                           | لم يستطع الوصول لهذه المرحلة | لم يستطع الوصول لهذه المرحلة |

## التزلج الفني على الجليد
| الرياضة                      | فئة         | قالب:Kısaltma | قالب:Kısaltma | قالب:Kısaltma | قالب:Kısaltma | مجموع  | مجموع |
| الرياضة                      | فئة         | نتيجة         | دور           | نتيجة         | دور           | نتيجة  | دور   |
| ---------------------------- | ----------- | ------------- | ------------- | ------------- | ------------- | ------ | ----- |
| أليسا أجافونوفا / ألبر أوكار | رقصة الجليد | 59.42         | 20            | 87.76         | 18            | 147.18 | 19    |